# Sebongile Sello
Sebongile Sello (* 1. September 1975) ist eine ehemalige lesothische Sprinterin.
Sie trat bei den Olympischen Sommerspielen 1996 in Atlanta an. Mit Lineo Shoai, M’apotlaki Ts’elho und Nteboheleng Koaeana nahm sie an der 4 × 100-m-Staffel teil, das Team wurde jedoch disqualifiziert.